# Coprozerconidae
Coprozerconidae (лат.) — семейство троглобионтных клещей из отряда Mesostigmata (Zerconoidea или Epicrioidea). 2 рода. Голарктика. Ассоциированы с млекопитающими (предположительно, пещерные сапрофаги). Микроскопического размера клещи (длина идиосомы менее 0,3 мм). Описанный в 1999 году вид Coprozercon scopaeus был обнаружен в Национальный парке «Мамонтова пещера» (штат Кентукки, США) в экскрементах лесного хомяка Neotoma magister. Второй вид этого семейства Neocoprozercon europaeus был найден в сходных условиях: в пещере в Словакии на экскрементах барсука (Meles meles) и позднее там же в разрыхленной почве, вероятно, в местах спячки енотовидной собаки (Nyctereutes procyonoides). Первоначально семейство рассматривалось как сестринское к Zerconidae.
- Coprozercon Moraza & Lindquist, 1999
  - Coprozercon scopaeus Moraza & Lindquist, 1999 — США[1]
- Neocoprozercon Fenďa & Mašán, 2012
  - Neocoprozercon europaeus Fenďa & Mašán, 2012 — Европа, Словакия[3]